# Ranitomeya yavaricola
Espèce
Synonymes
- Dendrobates yavaricola (Perez-Peña, Chávez, Twomey & Brown, 2010)

Statut CITES
Ranitomeya yavaricola est une espèce d'amphibiens de la famille des Dendrobatidae.

## Répartition
Cette espèce est endémique de la province de Mariscal Ramón Castilla dans la région de Loreto au Pérou. Elle se rencontre à 120 m d'altitude.

## Description
Ranitomeya yavaricola mesure de 15,2 à 17,7 mm.

## Étymologie
Son nom d'espèce, de yavari, en référence au rio Javari, et du latin, colus, « habitat », lui a été donné en référence à son aire de répartition.

## Publication originale
- Perez-Peña, Chávez, Twomey & Brown, 2010 : Two new species of Ranitomeya (Anura: Dendrobatidae) from eastern Amazonian Peru. Zootaxa, no 2439, p. 1-23.